# ピエール・エミール・ルバスール
ピエール・エミール・ルバスール（仏：Pierre Émile Levasseur、1828年12月8日 - 1911年7月10日）は、フランスの歴史家、経済学者、統計家、地理学者、教授。1903年からはコレージュ・ド・フランスの校長を務めた。

## 経歴

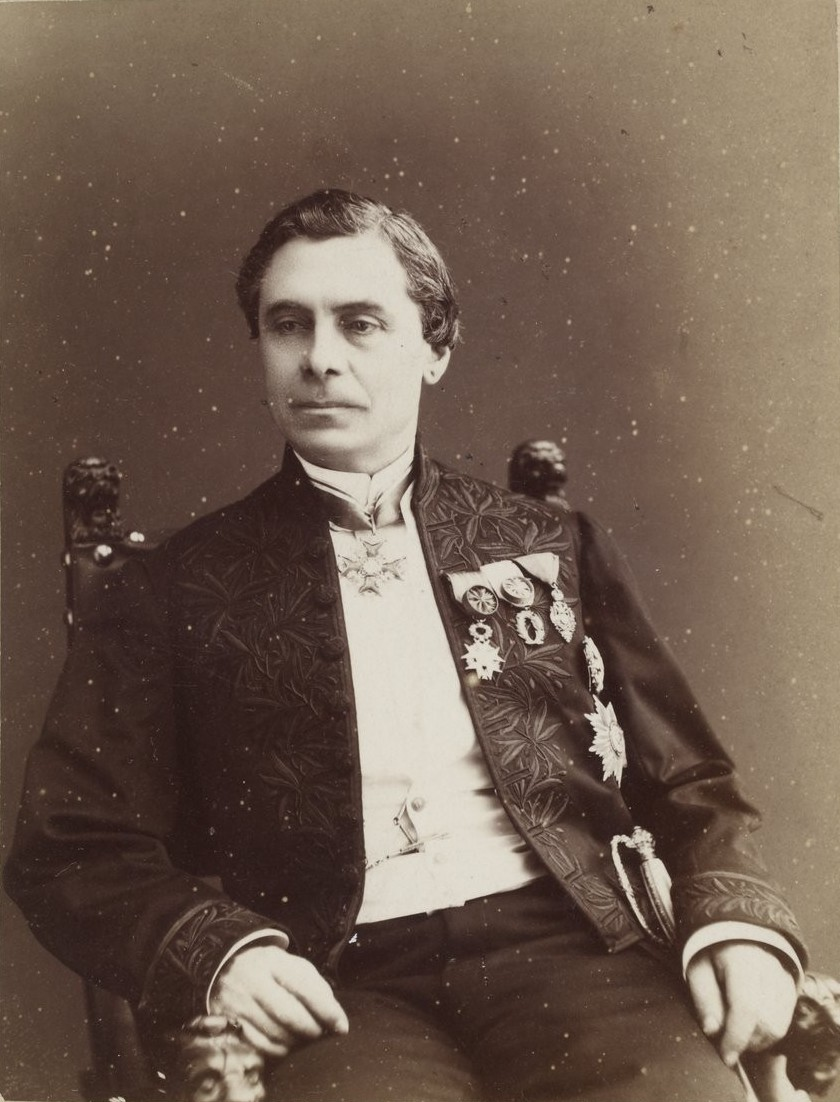
ウージェーヌ・ピルー撮影
(1882年)

彼はパリ市の地理学者、測量士のヴィクトル・ジュール・ルバスールの子として生まれた。祖父のヴィクトル・ガブリエル・ルバスールはフランス第一帝政の軍人で、准将まで昇進した人物であった。ピエールはブルボン大学（現在のリセ・コンドルセ）で中等教育を受け、1849年にフランス高等師範学校に入学し、イポリット・テーヌやリュシアン＝アナトール・プレヴォーと同じクラスで学んだ。彼の専攻は経済史であった。彼は1854年に現代文学のアグレガシオンの資格を取得し、同年にフランスの法制度に関する博士論文を提出した。彼は、アランソンのリセの教師に任命され、1857年にブザンソンで修辞学の教授に就任した。その後、彼はパリに戻り、リセ・サン＝ルイで教鞭を執った。
1868年、彼はフランス人文院の会員に選出され、人文関連の定期刊行物である「ラ・ルヴュー・コンテンポラン」と「ジュルナル・デ・エコノミステ」に寄稿した。彼は1871年にコレージュ・ド・フランスでアンリ・ボードリアールの跡を継いで経済史を担当し、その後も経済統計学、地理学、歴史学の部長を務めた。その後、フランス国立工芸院とエコール・リーブル・デ・スィヤーンス・ポリティーク（自由政治科学学院）の教授に就任し、多くの経済地理学の著書を上梓した。

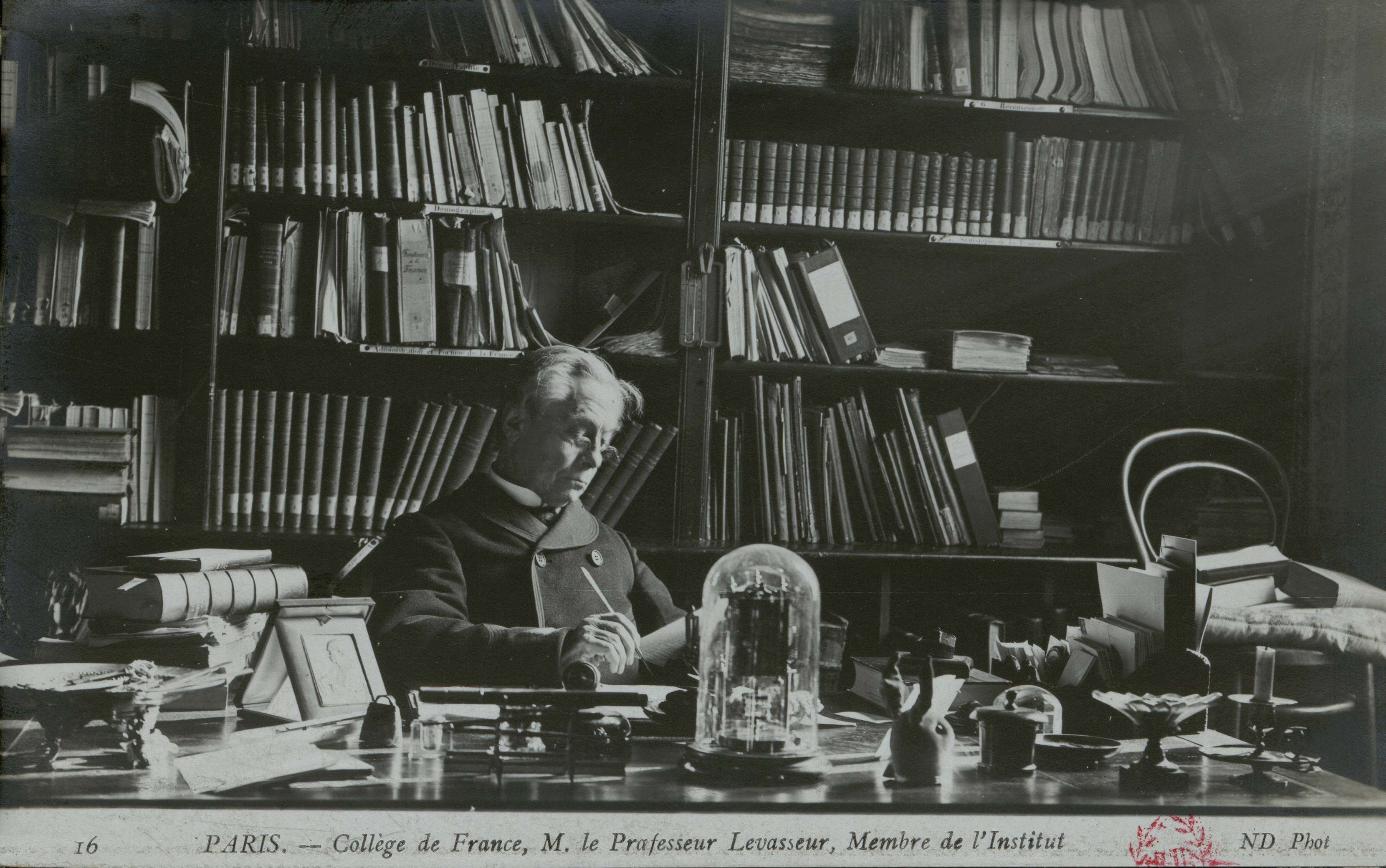
コレージュ・ド・フランスにて
(撮影者・年代不明)

全国教育評議会の会員で、パリ地理学会の名誉会長でもある彼は、1872年の小中学校における地理学教育改革を推進したが、1880年代に起きたフランスの大学における地理学発展運動には関与しなかった。しかし、 彼をこのような次元に限定することはできない。彼の地理に関する思想は独創的であり、現代文学よりも独自性がある。彼の理論によれば、人間は自分自身の運命の創造者であり、自然は科学と同じくらい強力な道具を与えられた人間が経済的調和を維持するために支配できる道具に過ぎない。政治経済学の分野では、労働と労働者階級、フランスの人口に関する彼の研究は今日でも関心を持たれている。彼はレオン・ワルラスとエコール・ド・ローザンヌ（のちのローザンヌ大学）のおもな論争相手であった。彼は1876年にフランスで初めて出版された部門別地図帳の著者となった。彼は1894年にスウェーデン王立科学アカデミーの会員に選出され、1903年からはコレージュ・ド・フランスの校長に就任し、その死まで任にあたった。
私生活では彼はナタリー・ウォロゥスカ（Nathalie Wolowska）と結婚した。経済学者のルイ・ウォロゥスキーはいとこにあたる。ルイの娘であるファニー（Fanny）は 二輪・四輪車の競技者であるレオンス・ジラルドと結婚している。彼は1911年7月10日にパリのコレージュ・ド・フランスの自宅で死去した。彼はモンパルナス墓地の17区に埋葬されている。

## 著書

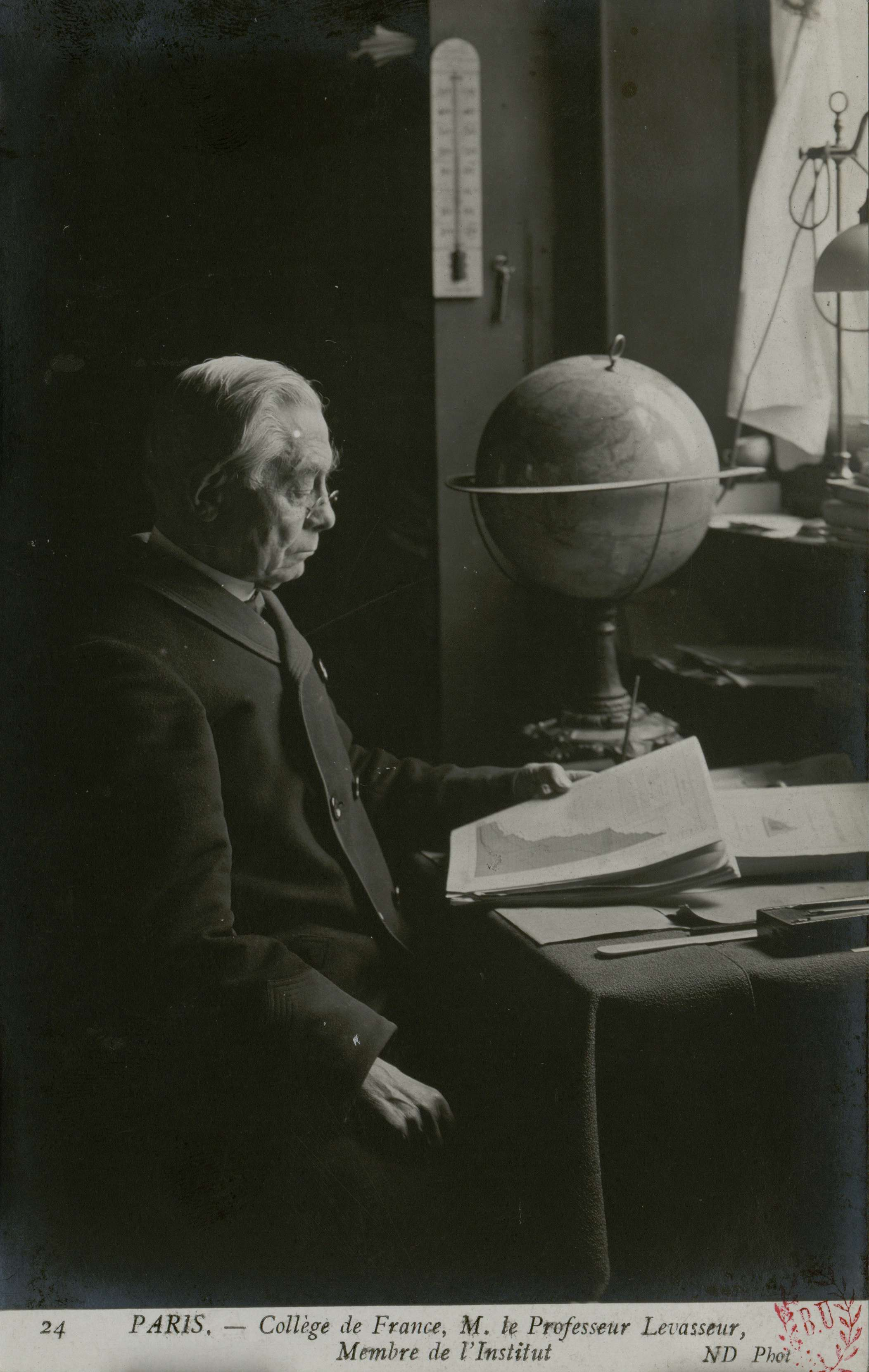
コレージュ・ド・フランスにて
(撮影者・年代不明)

- Recherches historiques sur le Système de Law, thèse de doctorat, Paris, Guillaumin, 1854
- La Question de l’or, 1858
- Histoire des classes ouvrières en France depuis la conquête de Jules-César jusqu'à la Révolution, 1859
- La France industrielle en 1789, 1865
- Histoire des classes ouvrières en France depuis la Révolution jusqu'à nos jours, 1867
- L'Étude et l'enseignement de la géographie, 1871
- Rapport sur le Commerce et le Tonnage Relatifs au Canal Interocéanique, 1879
- Petite Géographie pour le Territoire de Belfort, 1879
- Résumé historique de l'enseignement de l'économie politique et de la statistique en France, 1883
- Les Alpes et les grandes ascensions, 1888
- La population française. Histoire de la population avant 1789 et démographie de la France au XIXe siècle. Précédée d’une introduction sur la statistique, Tome I, Arthur Rousseau, Paris, 1889. 47+468 pp. + cartes ; La population française. Histoire de la population avant 1789 et démographie de la France comparée à celle des autres nations au XIXe siècle. Précédée d’une introduction sur la statistique, Tome II, Arthur Rousseau, Paris, 1891, 533 pp.
- Grand Atlas de géographie physique et politique, 1890-1894
- Les Prix : aperçu de l'histoire économique de la valeur et du revenu de la terre en France, 1893
- L'Agriculture aux États-Unis, 1894
- Questions industrielles et ouvrières sous la IIIe République, 1895
- L'Enseignement primaire dans les pays civilisés, 1897
- De la méthode dans les sciences économiques, 1898
- L'Ouvrier américain, 1898
- Questions ouvrières et industrielles sous la troisième République, 1907
- L'Enseignement primaire dans les pays civilisés, 1903
- La question des logements à bon marché : conférence faite à la société industrielle dans sa séance solennelle du dimanche date-|24 janvier 1904. Texte en ligne disponible sur NordNum
- Histoire du Commerce de la France, 1911